# 塞尔维亚王国 (近代)
塞尔维亚王国是1882年到1918年存在于巴尔干半岛的一个国家。前身是1817年由歐布雷諾維奇王朝（稍後由卡拉喬傑維奇王朝取代）所成立的塞尔维亚公国。第一次世界大战后，被新成立的塞尔维亚人、克罗地亚人和斯洛文尼亚人王国所取代。首都是贝尔格莱德。
1914年6月28日，萨拉热窝事件導致奥匈帝國向該國宣戰，引發第一次世界大戰。塞尔维亚王国在一战時期為协约国成员，在战争中扮演了重要的角色。

## 塞爾維亞 - 保加利亞戰爭
塞爾維亞-保加利亞戰爭爆發於1885年11月14日，並於兩個星期後的28日結束。這場戰爭由保加利亞勝出。塞爾維亞未能成功奪取原先所預定的目標斯利夫尼察地區；而保加利亞軍隊不只成功抵禦了塞軍，還將前線推進到塞爾維亞境內的皮羅特，準備進攻尼什。不過當奧匈帝國宣布將介入戰事並幫助塞爾維亞後，保加利亞將在塞爾維亞境內的部隊悉數撤出，並讓兩國國界恢復到戰前的態勢。1886年2月19日，停戰條約簽署於布加勒斯特。作為戰爭的結果，歐洲各列強承認保加利亞過去為統一大保加利亞所做出行動的正當性。

## 政治
1888年由尼古拉·帕希奇領導的人民激進黨取得政權並成立新憲法。新憲法參照了比利時憲法。戰事上的失利與人民激進黨的大獲全勝在一定程度上導致了米蘭一世於1889年的退位。他的兒子亞歷山大一世於1893年取得了王位，並於1894年取消了憲法。

## 五月政變
1903年5月28日至29日晚間，國王亞歷山大一世和他不受歡迎的妻子德拉加皇后在貝爾格勒的皇宮內被暗殺。其他歐布雷諾維奇王朝的代表也被槍殺。 這一行為導致自1817年以來一直統治塞爾維亞的歐布雷諾維奇王朝覆滅。塞尔维亚军官德拉古廷·迪米特里耶维奇率兵攻占塞尔维亚皇宫。经过黑暗中的激烈战斗，袭击者抓住了皇室保卫队队长拉扎·佩德罗维奇将军（General Laza Petrović），德拉古廷迫使将军说出国王亚历山大一世奥布仁诺维奇及其妻子的藏身处。袭击者打开了国王和皇后藏身处的大门，国王身中三十枪，皇后中十八枪。麦肯齐写道：“皇室人员的尸体被剥离并惨遭分尸。”袭击者将国王和皇后的尸体扔出窗外，打断了皇室人员想反击的念頭。沃伊斯拉夫·坦科西奇随后杀害了佩德罗维奇将军，后又组织杀害了皇后的弟兄们，并和迪米特里耶维奇策划了弗朗茨·斐迪南大公谋杀案）。

## 彼得一世

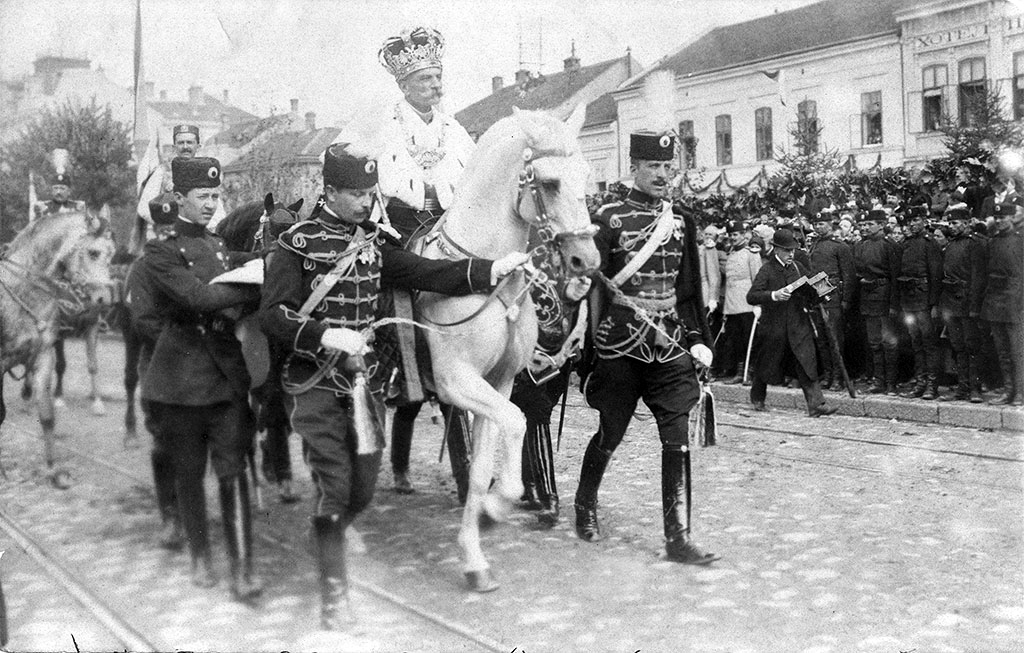
彼得一世於1904年九月21日加冕成為國王

五月政變後，塞爾維亞議會推舉亞歷山大·卡拉喬傑維奇之子成為新任國王，是為彼得一世。本次君主立憲制是由在幕後操作的軍事團體一手創立的。新王朝一改過往親密、結盟奧匈帝國的國策，開始向俄羅斯帝國靠攏，並與保加利亞王國建立起更為緊密的合作關係。這種親俄仇奧的國策路線，結合民間昂揚的泛斯拉夫主義，最終導致了1914年奧匈皇儲被塞爾維亞民族主義者槍殺的塞拉耶佛事件，一次大戰因此爆發。
1904年4月，塞爾維亞與保加利亞簽署友好條約，雙方並於1905年6月成立關稅同盟。而奧匈帝國則在1906到1909年間發動了關稅貿易戰爭作為回應。1908年奧匈帝國併吞波士尼亞及赫塞哥維納，此舉導致了雙方關係進一步的惡化。

## 波士尼亞危機
波士尼亞危機發生於1908到1909年間，並在1908年十月5日爆發於公眾視野。1908年十月6日，保加利亞王國宣布徹底獨立自鄂圖曼帝國，同時，奧匈帝國併吞了波士尼亞，但當地的主體民族為南部斯拉夫民族。
俄羅斯、鄂圖曼帝國、英國、義大利、塞爾維亞、蒙特內哥羅公國、德意志帝國、與法國都對此事表達關注。1909年四月，《柏林條約》被修訂，以符合現狀並終結了這次危機。不過這次併吞行動加深了奧匈帝國同俄羅斯帝國與塞爾維亞關係的惡化，並最終成為了第一次世界大戰的原因。

## 十年征戰
在1912到1922年之間，塞爾維亞捲入了多起戰爭，這些戰亂幾乎讓塞爾維亞步向崩潰的邊緣，但最終塞爾維亞都得以浴火重生，在巴爾幹半島的廣大領土上建立起統治，並幾乎將其版圖擴張了兩倍。

### 巴爾幹戰爭與擴張

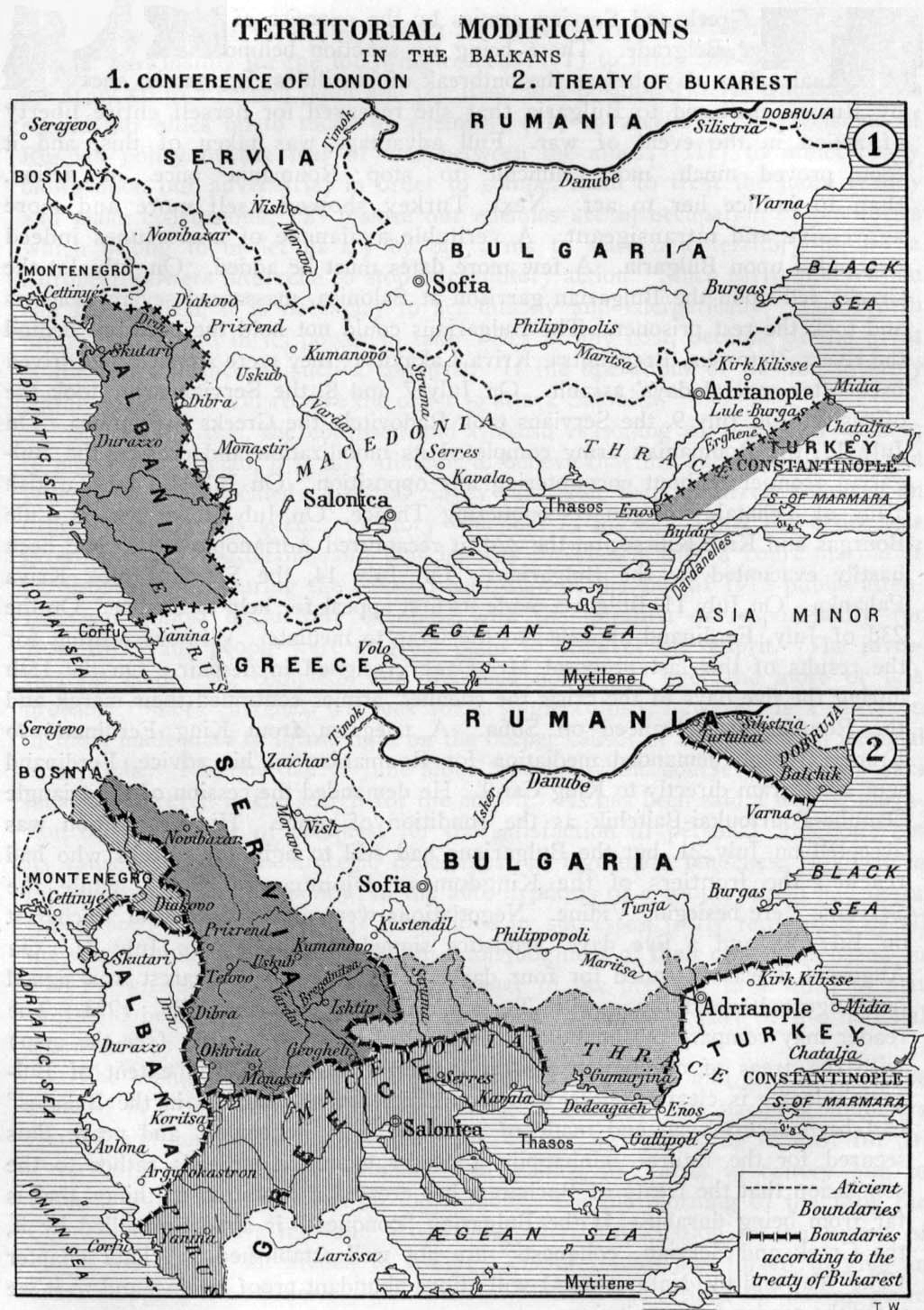
巴爾幹戰爭前後領土差異

在俄羅斯帝國，塞爾維亞與保加利亞三方協商下，塞爾維亞—保加利亞同盟成立於1912年三月。這個聯盟的主要目的在於征服並瓜分鄂圖曼帝國統治下的馬其頓地區。塞爾維亞－希臘同盟成立於五月，而塞爾維亞－蒙特內哥羅同盟則簽署於1912年十月。

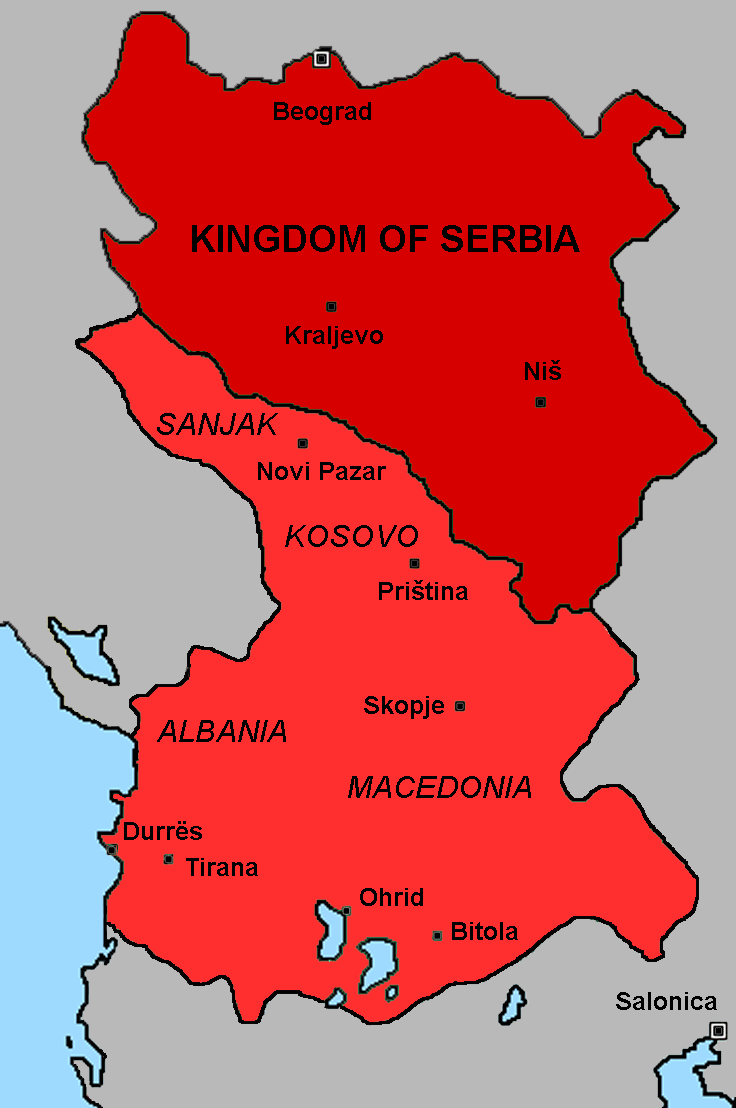
1913年塞爾維亞王國之領土擴張(淺色部分)

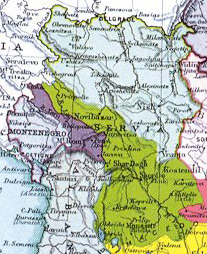
塞爾維亞王國併吞之領土(綠色部分)

戰爭爆發後，塞爾維亞與蒙特內哥羅聯手，迅速拿下普里斯提納與新帕扎爾。在庫馬諾沃之役中，塞軍大敗土軍並接續拿下了史高比耶與科索沃地區。梅托希亞則由蒙特內哥羅佔領。塞軍與希臘軍隊最終則在比托拉與奧赫里德會師。
有鑑於科索沃地區各民族組成複雜，本次佔領行動與占領當局在當地居民之間引起了截然不同的反應。當地的阿爾巴尼亞裔對此反應冷淡並且表示不歡迎塞軍,，而其他民族(主要是塞爾維亞族與部分南部斯拉夫民族則對此次戰爭視為一場解放。
1913年11月29日，塞爾維亞在阿爾巴尼亞建立起一個新政權，Drač County這個政權包含了下列四個行政區，都拉斯、萊什、愛爾巴桑與地拉那。
第一次巴爾幹戰爭結束後，科索沃與馬其頓西北部被正式併入塞爾維亞，而蒙特內哥羅對北梅托希亞的統治則在1913年倫敦條約中得到確認。
巴爾幹聯盟成員，主要是塞爾維亞和保加利亞之間有關分配馬其頓領土的分歧導致了第二次巴爾幹戰爭。 塞爾維亞和希臘於1913年對陣保加利亞。戰爭的結果以保加利亞受到周邊國家圍攻而慘敗告終。
《布加勒斯特條約》確立了最後的邊界。塞爾維亞控制這個被稱為瓦爾達爾馬其頓的土地，即今日的馬其頓共和國，塞爾維亞被阻止進入亞得里亞海，取而代之的是新成立的阿爾巴尼亞親王國，而許多阿爾巴尼亞人卻被劃入在新的塞爾維亞版圖內。 由於屢次擴張，塞爾維亞的人口從290萬增加到450萬，領土增加了81％。
在給上繳給羅馬教廷的一份報告中，斯科普里大主教LazërMjeda估計，在整段衝突期間，有25 000名阿爾巴尼亞人被塞爾維亞部隊殺害。

### 塞拉耶佛事件
1914年6月28日一場針對法蘭茲·斐迪南大公的暗殺發生於塞拉耶佛，這場震驚全球的事件將奧匈帝國與塞爾維亞之間的緊張情勢推升至前所未有的地步。暗殺的幕後主謀為塞爾維亞秘密軍事結社，稱為黑手會。刺客受到塞爾維亞地下組織的幫助，其中包含了塞爾維亞平民與軍官，他們提供物資與交通上的援助。並且幫助刺客們進行軍事上的訓練，鼓動參與成員，提供武器，地圖以及其他情資。刺殺成功後，這些策畫者於1914年十月在波士尼亞境內被逮捕。
暗殺的政治目標是將南斯拉夫省份從奧匈帝國分裂出去，刺殺弗朗茨·費迪南德大公的事件最終引發了一系列俄羅斯帝國和各歐洲列強的介入參與。

### 第一次世界大戰
1914年七月28日，奧匈帝國向塞爾維亞王國宣戰。
1915年，由奧匈帝國軍、德軍與保加利亞軍所構成的同盟國聯軍佔領了塞爾維亞。高達十三萬五千名士兵取道阿爾巴尼亞並最終撤退到希臘的克基拉島。這批軍隊在日後的馬其頓戰役起了重要作用。1916年，蒙特內哥羅王國遭到奧匈帝國的佔領。
隨著戰爭的尾聲逼近與奧匈帝國的解體，塞爾維亞迎來了前所未有的巨大變局。1918年11月28日，塞爾維亞吞併蒙特內哥羅王國。
1918年12月1日，塞爾維亞與剛成立不久的短命政權斯洛文尼亞人、克羅地亞人和塞爾維亞人國合併成為一個新的南斯拉夫民族國家，塞爾維亞人、克羅地亞人和斯洛文尼亞人王國這個新國家沿用了塞爾維亞王國的君主制，1921年8月亞歷山大一世接替彼得一世成為新任國王。

## 王朝
塞爾維亞王國一共經歷了兩個朝代:歐布雷諾維奇王朝與卡拉喬傑維奇王朝。國王米蘭一世的統治時期由1882年3月6日（1882年之前為塞爾維亞大公）至1889年3月6日，爾後退位，將王位傳給其子亞歷山大一世，統治期由1889年3月6日到1903年6月11日，直到他遭到激進派軍官暗殺。這場刺殺震驚了當時整個歐洲社會。同時這使得卡拉喬爾傑·彼得羅維奇的後裔取得良機，建立起卡拉喬傑維奇王朝。卡拉喬爾傑被視為塞爾維亞的民族解放者，於1804年起義反抗鄂圖曼帝國之統治。彼得一世起初因為對政變的血腥殘暴感到厭惡而不願接受王位，但最終他還是於1903年6月15日登基，直到1918年12月1日塞爾維亞人、克羅地亞人和斯洛文尼亞人王國成立。

## 经济
当时塞尔维亚王国的经济仍然停留在以农业为主的阶段。塞尔维亚的畜牧业特别发达，猪是塞尔维亚最重要的出口商品。

## 塞爾維亞在各時期的領土

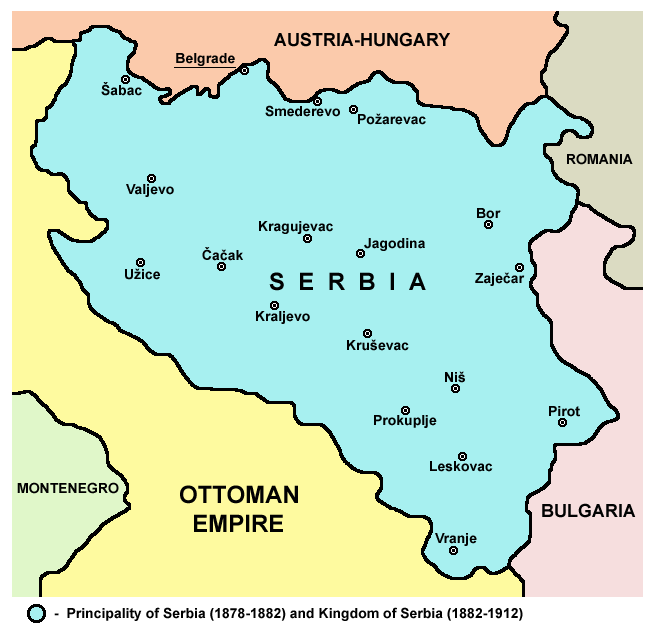
塞爾維亞在1878年的疆域
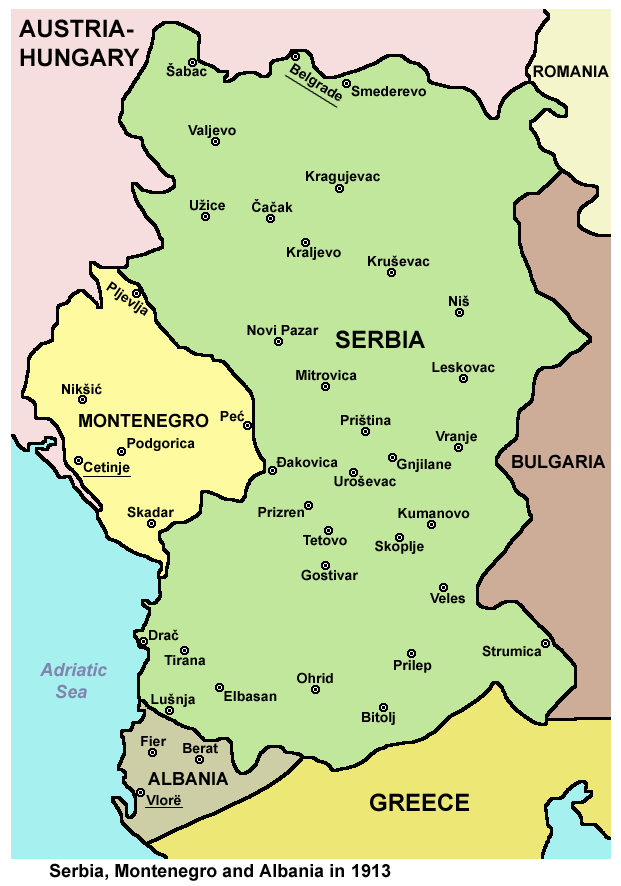
塞爾維亞在1913年的疆域，圖中還可見黑山与阿爾巴尼亞
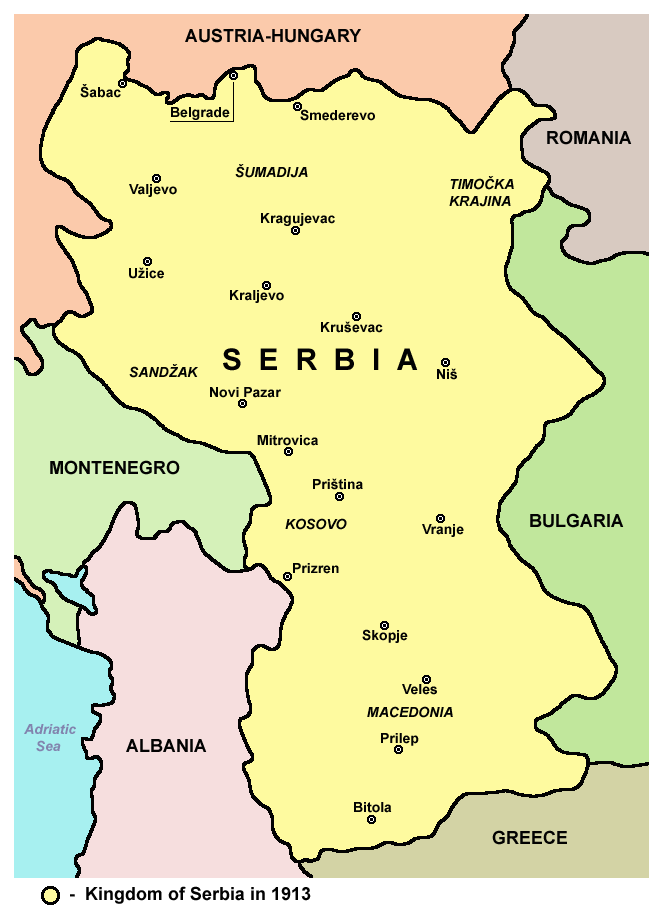
巴爾幹戰爭之後塞爾維亞的疆域
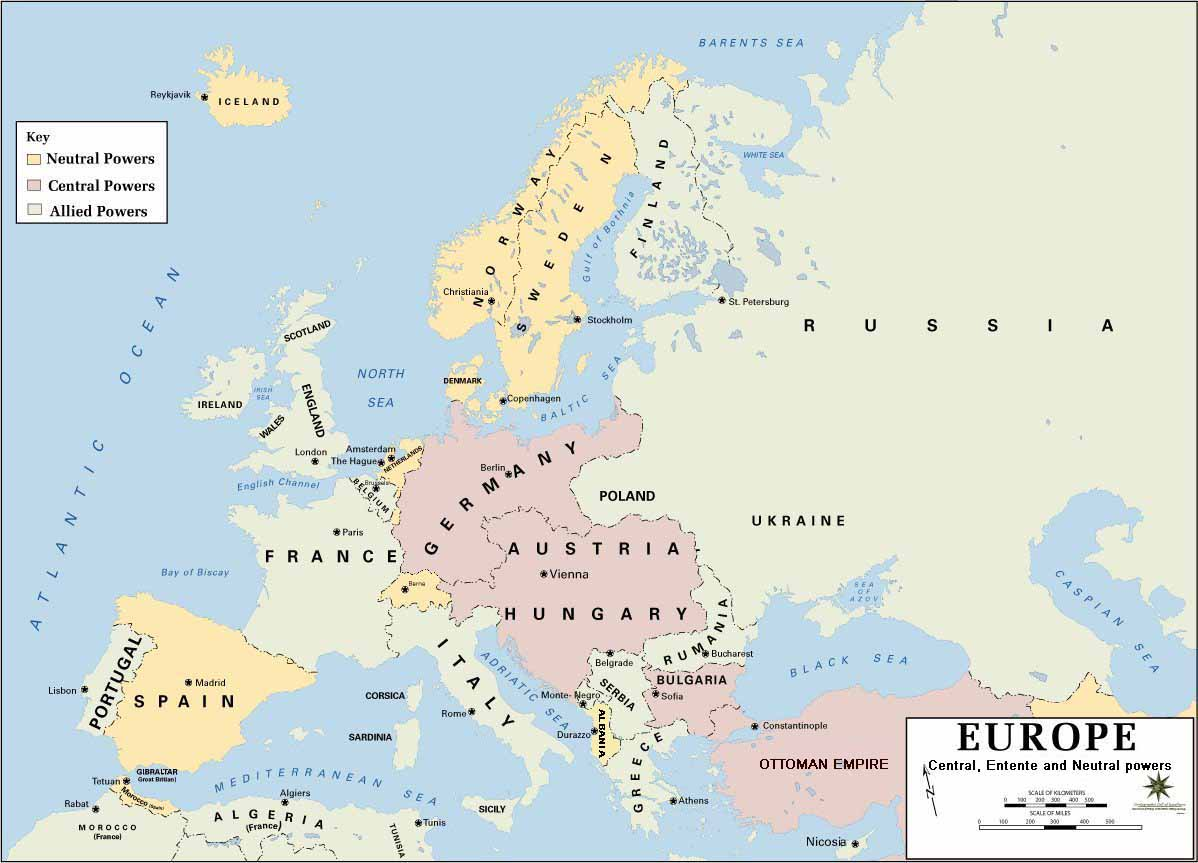
一戰時候的歐洲地圖。  黄色代表中立國家 紅色代表同盟國 白色代表協約國
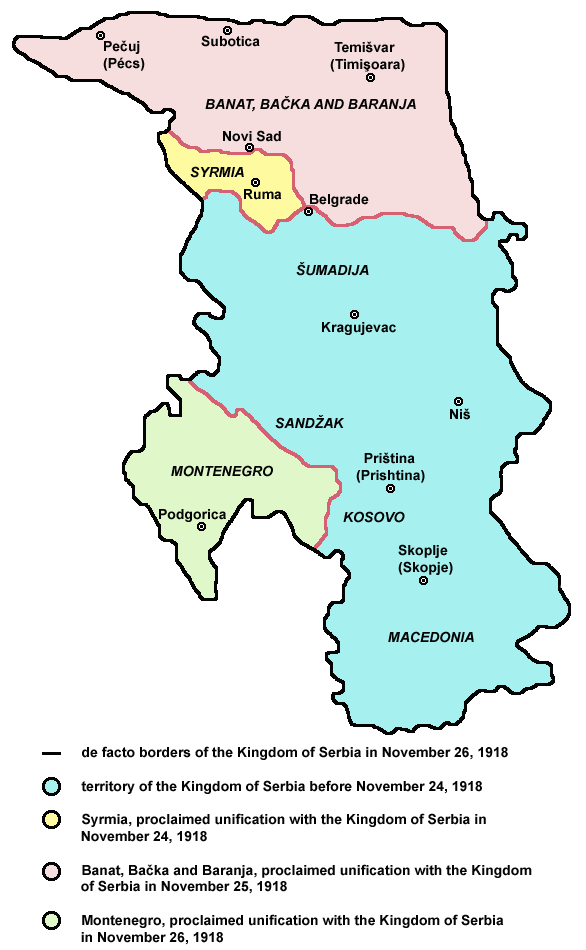
塞爾維亞在1918年的疆域